# ريسورس هاكر
ريسورس هاكر (بالإنجليزية: Resource Hacker)‏ (يعرف أيضاً باسم ريسهاكر أو ريسهاك) هي أداة مجانية للاستخراج وترجمة المصادر البرمجية في نظام التشغيل ويندوز تم تطويرها من قبل أنغوس جونسون. يمكن استخدامها لإضافة وتعديل واستبدال كل من السلاسل والصور ومربعات الحوار والقوائم ومعلومات الإصدار ومعلومات تنفيذ الأوامر، ويمكن باستخدام هذه الأداة صنع ملفات مصادر res.* بدءاً من الصفر، وفي الإصدار الأخير (بتاريخ 2 مايو 2015) تم إضافة عدد من النماذج الجاهزة لتسهيل هذه العملية.

## التطور
- في 2002، صرح المبرمج أنه لا يخطط لإصدار أي تحديثات لاحقة، لكن على الرغم من ذلك صدر أكثر من 3 تحديثات، كان آخرها الإصدار رقم 4.0 والذي صدر بتاريخ 2 مايو 2015.[3]
- في 19 نوفمبر عام 2009 صدرت النسخة رقم 3.5.2 كنسخة تجريبية (بيتا) وفي هذه النسخة يوجد دعم للملفات التنفيذية ببنية 64 بت وأيضاً دعم عرض صور PNG.
- في 16 سبتمبر 2011 صدرت النسخة رقم 3.6 والتي دعمت الأيقونات من نوع PNG.
- في 2 مايو 2015 صدرت النسخة 4.0 والتي كانت مطورة من ناحية التعامل مع صور مرمزة باستخدام 32 بت وأيضاً إضافة إمكانية بناء مصادر جديدة من الصفر (مع وجود بعض النماذج الجاهزة)، بالإضافة للعديد من التحسينات العامة الأخرى.
- في 2011 المطور صرح أنه لن يكشف أو يبيع النص المصدري للأداة أبداً.[3]

## وصلات خارجية
- موقع البرنامج
- دليل الاستخدام